# Si Rat Expressway

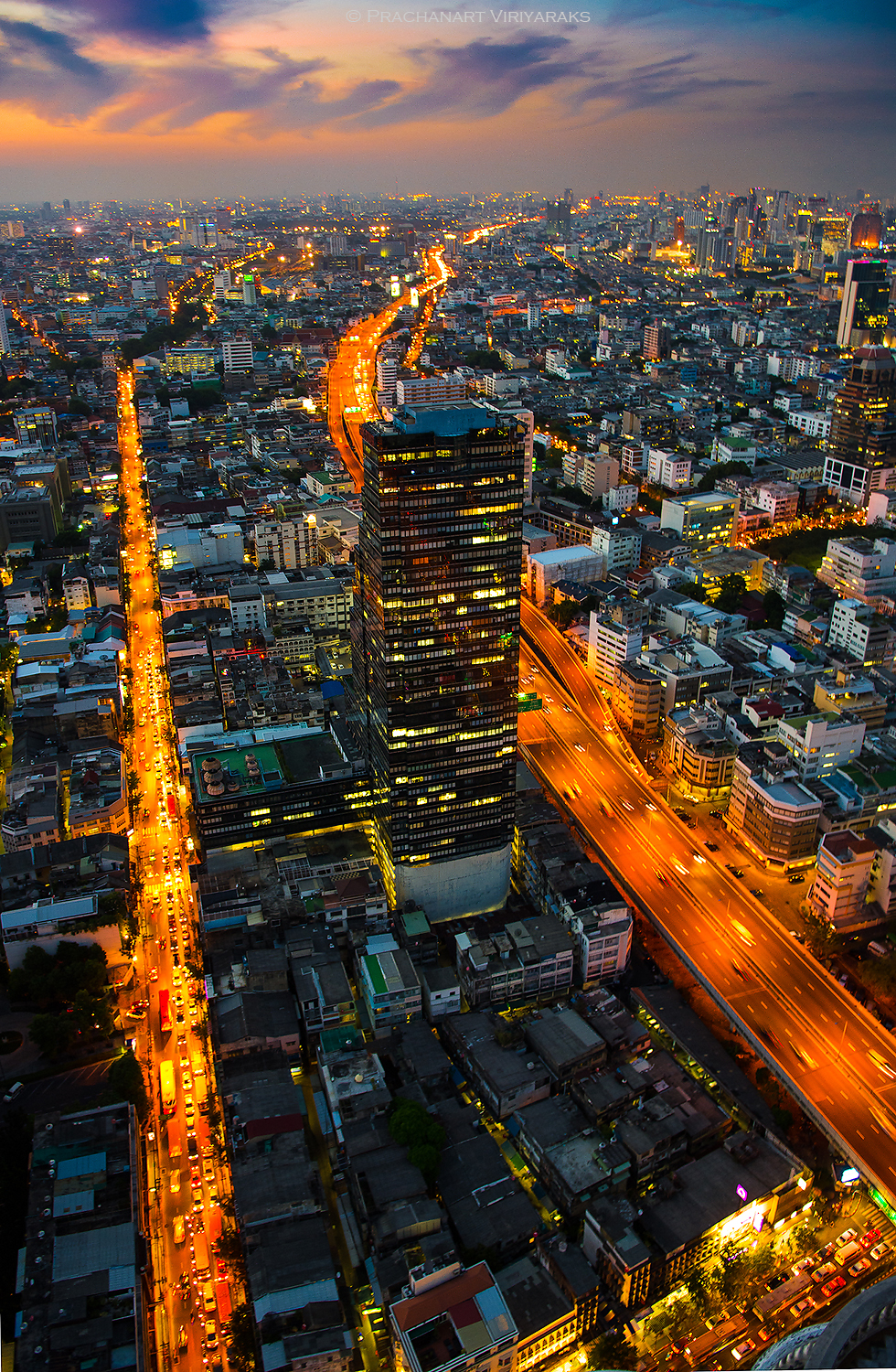

De Si Rat Expressway (Thai: ทางพิเศษศรีรัช) of Second Stage Expressway System (Thais: ระบบทางด่วนขั้นที่ 2), is een autosnelweg in Thailand. De snelweg in Bangkok is 38,4 kilometer lang en was de tweede Thaise snelweg. De weg werd geopend in 1993.
Chaloem Maha Nakhon Expressway ·
Si Rat Expressway ·
Prachim Ratthaya Expressway ·
Don Mueang Tollway ·
Chalong Rat Expressway ·
Burapa Withi Expressway ·
Udon Ratthaya Expressway ·
S1 ·
Motorway 6 ·
Motorway 7 ·
Bangkok Outer Ring Road / Kanchanaphisek Road / Motorway 9